# Эбль I де Руси
Эбль I де Руси (фр. Ebles Ier de Roucy; ум. 1033) — граф Руси с не позднее 1000, архиепископ Реймса с 1021 года.

## Биография
Сын графа Гизельберта де Руси и его не известной по имени жены из рода де Пуатье. Наследовал отцу между 991 и 1000 годами, возможно — в 997 году.
Был женат на Беатрисе де Эно, дочери графа Эно Регинара IV, внучке Гуго Капета. Две дочери:
- Аликс (Аделаида) (1015/20-1062), наследница графства Руси, жена Хильдуэна IV, графа де Мондидье, сеньора де Рамрю;
- Хедвига (ум. 1070), жена Жоффруа IV, сеньора де Флоренна.

В 1020 году развёлся с женой и принял духовный сан (Беатриса де Эно в 1021 году вторым браком вышла замуж за Манассе де Рамрю — брата её зятя Хильдуэна IV де Мондидье, и родила ему троих детей).
С 1021 года архиепископ Реймса.
Некоторые историки утверждают, что Эбль де Руси — архиепископ Реймса, и граф Руси того же имени — это два разных человека. Например: H. Moranvillé. Origine de la maison de Ramerupt-Roucy. Bibliothèque de l'École des chartes Année 1925 86 pp. 168—184. Архивная копия от 10 июля 2021 на Wayback Machine